# Неаполітанське королівство

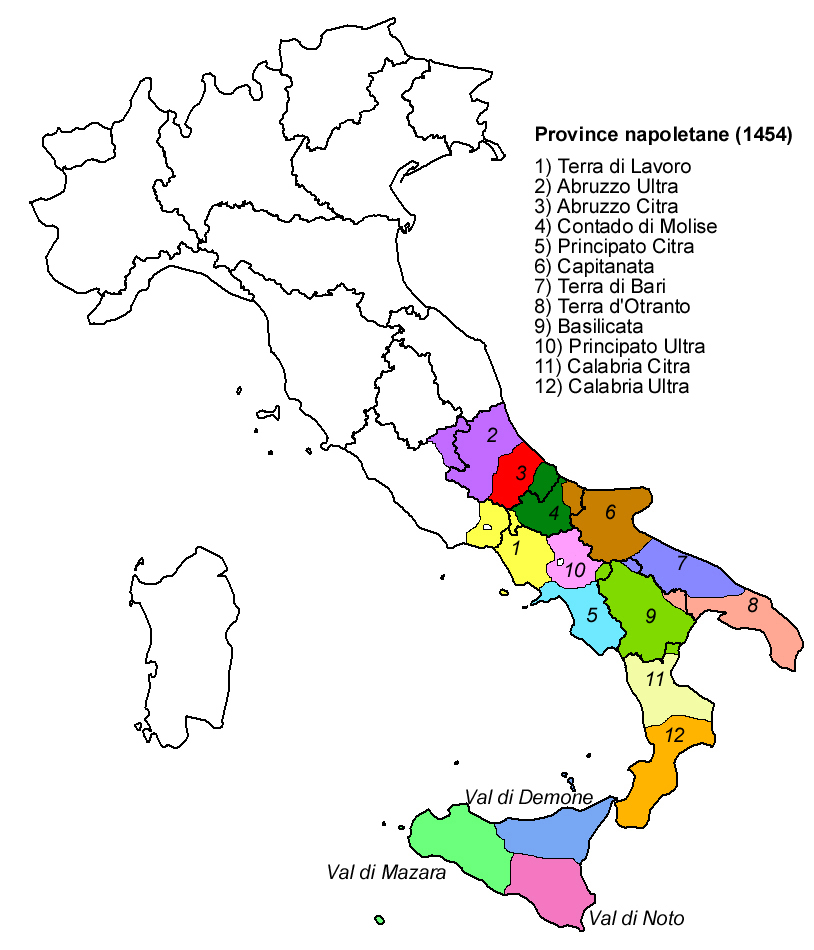
Провінції Королівства

Королівство за найбільшого розширення

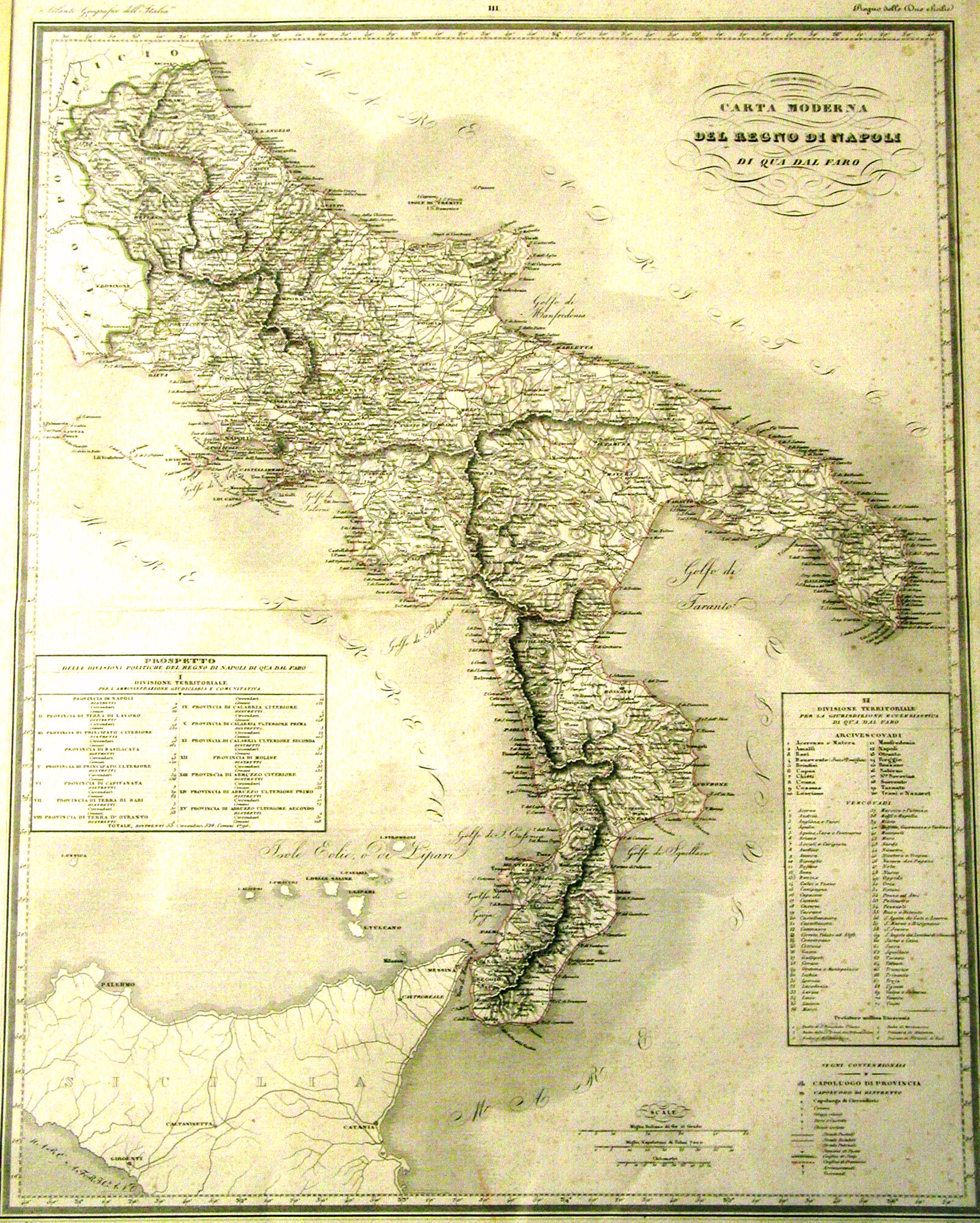
На мапі

Арагонське королівство

Неаполіта́нське королівство (лат. Regnum Neapolitanum; італ. Regno di Napoli; неап. Regno 'e Napule) — держава у Південній Італії у XII—XIX століттях, що займала територію сучасних областей Італії — Кампанія, Калабрія, Базиліката, Молізе, Абруццо. Також було відомо під назвою Сицилійське королівство по цей бік Фаро (лат. Regnum Siciliae citra Pharum; італ. Regno di Sicilia Citeriore).

## Передумови
Території, що пізніше увійшли до складу Неаполітанського королівства, на початку XI століття складались з конгломерату розрізнених лангобардських князівств (Салернське, Беневентське, Капуанське), формально васальних Візантії спадкових герцогств (Неаполь, Амальфі, Гаета), деякі з яких перетворились на потужні морські республіки, й областей, що безпосередньо входили до складу Візантії. Упродовж XI століття вся територія майбутнього королівства була завойована норманами, а в 1130 році стала частиною новоствореного Сицилійського королівства Рожера II, до складу якого територія майбутнього Неаполітанського королівства входила до 1266 року. Столицею королівства в цей період було місто Палермо на Сицилії, вся політична влада держави була зосереджена також переважно на острові. 1194 року, після смерті Танкреда Лечче, корону Сицилійського королівства успадкував імператор Священної римської імперії Генріх VI Гогенштауфен.

## Утворення королівства за Карла Анжуйського
1265 року Карл Анжуйський, брат короля Франції Людовіка IX Святого, отримав від папи Климента IV, що ворогував з імператорами Священної Римської імперії з династії Гогенштауфенів, інвеституру на спадкове володіння Сицилійським королівством, яке було особистим леном Гогенштауфенів і місцем постійного проживання Фрідріха II Гогенштауфена та його синів. 26 лютого 1266 року Карл I Анжуйський розбив війська позашлюбного сина Фрідріха, короля Сицилії Манфреда в битві біля Беневенто (сам Манфред загинув у бою), потім, практично не зустрічаючи опору, зайняв всю територію Сицилійського королівства. Саме Карл I Анжуйський переніс свою резиденцію з острівного Палермо до материкового Неаполя.
Правління Карла I Анжуйського було деспотичним. Всі обтяжливі податки та монополії, введені Гогенштауфенами, було збережено та навіть примножено. Тисячі прибічників Гогенштауфенів були страчені, ув'язнені або вигнані. Всі лени, даровані Фрідріхом II та його синами Конрадом IV і Манфредом, були конфісковані Карлом й відтак надані французьким лицарям. Французи поводили себе в країні як завойовники.
Невдоволення новим королем було найсильнішим на Сицилії. 30 березня 1282 року в Палермо спалахнуло антифранцузьке повстання — Сицилійська вечірня. Упродовж тижня всі французи на Сицилії були перебиті. Карл I Анжуйський висадився з військом на острові і взяв в облогу Мессіну, але його намагання придушити повстання виявились невдалими. В серпні 1282 року на Сицилію прибув зять вбитого Карлом Манфреда, арагонський король Педро III, якого незабаром сицилійці визнали власним королем (як Педро I).
Таким чином, деспотичний та окупаційний режим Карла I Анжуйського призвів до відокремлення Сицилії в окрему державу. Континентальна частина колишнього Сицилійського королівства лишилась в руках Карла I Анжуйського та його спадкоємців, що продовжували носити титул королів Сицилії. Саме ця держава й називається традиційно Неаполітанським королівством.

## Зовнішня політика Неаполітанського королівства за Анжуйської династії
Карл I Анжуйський правив Сицилійським, а згодом Неаполітанським королевством у 1266—1285 роках та став засновником Анжу-Сицилійської династії. Його наступники Карл II (1285—1309), Роберт (1309—1343), Джованна I (1343—1382), Карл III Малий (1382—1386), Владислав (1386—1414) вели активну зовнішню політику, що не завжди корелювала зі скромними можливостями своєї держави.

### Східна політика Карла I Анжуйського
Карл I Анжуйський серйозно загрожував Візантії, що відродилась після IV Хрестового походу. Його плани із завоювання Константинополя було зірвано лише через Сицилійську вечірню. Саме впливу Карла приписують зміну в 1270 році ймовірного маршруту VIII Хрестового походу (замість Єгипту до Тунісу): Туніс, що лежав навпроти Сицилії, був набагато цікавішим Карлу, ніж далекий Єгипет. Карл вжив титанічних зусиль для встановлення контролю над рештками хрестоносних держав на Сході, в результаті він просто купив (1276—1277) у одній з претенденток правá на корону Єрусалимського королівства. Як король Єрусалима Карл готував новий хрестовий похід, зірваний знову ж таки Сицилійською вечірнею.

### Угорське престолоспадкування
Карл II, що одружився з Марією, сестрою угорського короля Ласло IV, отримав після смерті шурина права на престол Угорщини, що визначило новий напрямок зовнішньої політики Неаполя. Старший син Карла II Карл Мартелл був коронований у 1291 році папським легатом як король Угорщини, але в самій Угорщині було обрано іншого короля. Після майже двадцятирічної боротьби престол Угорщини вдалось зайняти 1308 року Карлу I Роберту, сину Карла Мартелла. При цьому йому довелось поступитись своїми правами на Неаполь.
За сімейною угодою наступником Карла II 1309 року став його третій син Роберт. Надалі, після припинення угорської лінії Анжуйської династії, королі Неаполя намагались двічі посісти трон Угорщини. Карл III зумів наприкінці 1385 року стати королем Угорщини та співправителем королеви Марії Угорської, але невдовзі був убитий своїми супротивниками.
Син Карла III Владислав у 1401 році був стягом партії, що досягла короткочасного арешту Сигізмунда, але не встиг вчасно прибути до Угорщини. Сигізмунда було звільнено його прибічниками і він розбив послідовників Владислава.

### Стосунки з папством
Номінально королі Неаполя були васалами папи й були зобов'язані підтримувати свого суверена. Фактично, неаполітанські монархи нерідко добивались контролю над Папською областю. Карл I Анжуйський, Карл II і Роберт, що потребували підтримки папи у боротьбі за Сицилію, за угорське престолоспадкування (два останніх) та в хитрій східній політиці (перший) були лояльними до пап.
Але вже королева Джованна I вступила у відкритий конфлікт з Урбаном VI, підтримавши авіньйонського антипапу Климента VII, що коштувало їй корони й життя.
Її вбивця й наступник Карл III, що захопив Неаполь за прямою вказівкою Урбана VI, невдовзі розсварився зі своїм покровителем. Війна між Карлом III та Урбаном VI завершилась поразкою папи, після чого Карла III було відлучено від Церкви (його було вбито в Угорщині, перебуваючи під відлученням).
Син Карла III Владислав, також відлучений Урбаном VI, примирився з його наступником Боніфацієм IX, потім окупував Папську область, змусивши Григорія XII визнати короля сувереном Риму.
Фіналом складних взаємовідносин між Анжуйською династією та папами стала війна між Владиславом й пізанським антипапою Іоанном XXIII. В ході цієї війни Владислава було вибито з Риму, розгромлено в травні 1412 року під Рокка-Секкою, потім він підкорився Іоанну XXIII, потім знову відновив бойові дії та взяв Рим в червні 1413 року.

### Анжуйська династія та хрестоносні держави на Балканах
Принци з родини Карла II, що надзвичайно розрослась, зуміли посісти трони в ряді дрібних хрестоносних держав на Балканах. Четвертий син Карла II Філіп (1278—1332) став за шлюбом князем Ахейським та номінальним латинським імператором Константинополя. П'ятий син Карла II Іоанн (1294—1336) став герцогом Дураццо (нині Дуррес — в Албанії).

## Боротьба за Сицилію
Після Сицилійської вечірні й воцаріння на Сицилії короля Арагону Педро III, неаполітанські монархи вживали неодноразових спроб повернути собі владу над островом й продовжили носити пустий титул королів Сицилії.
1283 року Карл I Анжуйський вирушив до Провансу, щоб набрати там нові армію та флот. Його намісником в Неаполі лишився спадкоємець престолу — майбутній Карл II. 1284 року сицилійський адмірал Руджеро Лаурія обманним відступом виманив неаполітанський флот з гавані й розбив його. Карл II опинився у полоні.
По смерті Карла I Анжуйського (1285) його син Карл II був проголошений королем, все ще перебуваючи в ув'язненні на Сицилії. Лише 1287 року вдалось досягнути згоди, за якою Карлу II повертали свободу в обмін на відмову від претензій на Сицилію. Папа, наполягаючи на своєму суверенітеті над Сицилією, відмовився підтвердити угоду, в результаті договір було зірвано. Внаслідок Карл II все ж був звільнений, але в травні 1289 року він був коронований папою як король Сицилії, що знову призвело до відновлення війни.
1295 року було вжито чергової спроби примирити Неаполь та Арагон. Відповідно до угоди король Арагону та Сицилії Хайме II відмовлявся від корони Сицилії на користь Карла Валуа, зятя Карла II. Карл Валуа, у свою чергу, відмовлявся від титулу короля Арагона, який він отримав від папи Мартина IV у 1284 році. Цього разу сицилійці відмовились підкоритись угоді, укладеній без їхнього відома, й коронували Федеріго II, брата Хайме II.
У 1302 році Карл II та його зять Карл Валуа спільно вторглись на Сицилію, але через голод та епідемії, що спалахнули потім, були змушені припинити свій рух вглиб острова. В серпні 1302 року було укладено мир, що завершив двадцятилітню війну за Сицилію між Анжуйською та Арагонською династіями. Федеріго II був визнаний довічним королем Сицилії й одружився з дочкою Карла II Елеонорою. За умовами угоди після смерті Федеріго II Сицилія мала знову повернутись під владу Карла II та його нащадків. На практиці ця остання умова так і не була ніколи виконана. Ряд істориків вважають саме 1302 рік роком утворення самостійних одне від одного Неаполітанського та Сицилійського королівств.
За наступників Федеріго II королівська влада в Сицилії послабшала, низка районів острова контролювалась майже незалежними від центральної влади баронами. Цим спробували скористатись королева Неаполя Джованна I. Після багаторічної війни у 1372 році король Федеріго III визнав Джованну I королевою Сицилії та склав васальну присягу їй і папі. Федеріго III при цьому зберіг владу над островом з титулом короля Тринакрії (стародавня назва Сицилії).
Заколот, що розпочався у Неаполі 1381 року, та тривала боротьба між принцами, що сперечались один з одним за корону Неаполя, не дали змоги неаполітанським монархам досягти реального контролю над Сицилією.

## Боротьба за неаполітанський престол між династіями. Послаблення Неаполітанського королівства
Упродовж цілого століття Неаполітанське королівство, хоч і управлялось чужоземною, французькою за походженням, династією, лишалось цілісною сильною державою, що мала вагу як в італійській, так і, в цілому, середземноморській політиці. Починаючи з 1370-х років розпочинається глибока криза, що призвела до економічного послаблення держави, втрати впливу в міжнародних справах і втрати незалежності.
Криза Неаполітанського королівства виявилась пов'язаною з порушенням природного порядку престолоспадкування й появою на арені двох династій, що мали приблизно одинакові права на престол. 1369 року бездітна королева Джованна I обрала своїм спадкоємцем з численних родичів Карла Дураццо (праонука Карла II), одружила його зі своєю племінницею (і його двоюрідною сестрою) Маргаритою.
1380 року Джованна I змінила рішення й всиновила французького принца Людовика I Анжуйського (прапраонука Карла II жіночою лінією). Римський папа Урбан VI, що відлучив Джованну I від Церкви, визнав Карла Дураццо королем Неаполя й допоміг йому захопити Неаполь у 1381 році. Джованну I було взято у полон і 22 травня 1382 року задушено. Карл Дураццо зайняв престол Неаполя під ім'ям Карла III.
Людовік I Анжуйський тим часом був визнаний королем Неаполя авіньйонським папою Климентом VII й у 1382 році вторгся до Неаполю із сильним найманим військом, щоб відвоювати спадщину своєї названої матері. Упродовж 1382—1384 років два короля вели на території Південної Італії війну, що завершилась поразкою Людовіка, вигнанням його армії та несподіваною смертю останнього.
Слідом за Людовіком I Анжуйським загинув 1386 року і його щасливіший суперник Карл III. Тепер вже сину Карла III Владиславу довелось практично без коштів і союзників, перебуваючи під відлученням римського та авіньйонського пап, відстоювати свою корону проти Людовіка II Анжуйського, сина Людовіка I. У продовж 1389—1400 років Людовік II фактично контролював більшу частину Південної Італії, в тому числі й столицю, а Владислав перебував у Гаеті. Тільки 1400 року Владиславу вдалось звільнити територію королівства від свого супротивника.
У 1411—1412 роках Людовік II Анжуйський знову вів війну проти Владислава, тепер вже на чолі армії пізанського папи Іоанна XXIII. Людовіку вдалось вибити неаполітанську армію з Риму, а в травні 1412 року завдати їй серйозної поразки під Рокка-Секкою. Перебуваючи у кроці від перемоги, Людовік II розсварився зі своїми союзниками та невдовзі залишив Італію.
У 1420 році син Людовіка II Людовик III Анжуйський був визнаний папою Мартином V спадкоємцем бездітної неаполітанської королеви Джованни II, сестри й наступниці Владислава. Зібравши значну армію, Людовік III готувався завоювати Неаполь. Джованна II, перебуваючи у безвиході, закликала на допомогу Альфонса V, короля Арагону й Сицилії, та всиновила його.
Війна (1420—1422) між Людовіком III та Альфонсом V, що протікала на території Неаполітанського королівства, завершилась тріумфом Альфонса. Проте Альфонс, що завчасно почав почуватись володарем Неаполя, перегнув палку, розпоряджаючись в королівстві як король та ігноруючи Джованну II. Тому, скориставшись тимчасовим від'їздом Альфонса до Іспанії (1423), Джованна II скасувала його всиновлення та всиновила тепер свого колишнього ворога Людовіка III. Нова війна між Людовіком III й арагонцями завершилась перемогою Людовіка, який став, таким чином, спадкоємцем королеви. Джованна II пережила свого «сина» й по його смерті (1434) визнала спадкоємцем його брата Рене Доброго.
До моменту смерті Джованни II (2 лютого 1435 року) Рене, втягнутий до війни за Лотаринзьке герцогство, перебував у полоні й не зміг прийняти корону. Скориставшись цим, Альфонс V, спираючись на перше всиновлення Джованни II, захопив Неаполь. Звільнившись з полону, Рене прибув 1438 року до Південної Італії, але не зміг подолати Альфонса й 1442 року залишив країну. 1442 року Альфонса V визнав королем Неаполя і папа — сюзерен королівства.
Міждинастична війна, що тривала близько 60 років, призвела до послаблення Неаполітанського королівства. Претенденти регулярно приводили з собою чужоземні наймані армії, які розкрадали країну. Неаполітанські монархи, задля збереження корони, також були змушені утримувати іноземні армії, що призвело до непосильного зростання податкового тягарю та економічного спаду. Окрім того, наявність двох рівно легітимних монархів призвело до падіння патріотизму дворянства, яке завжди могло обирати зручнішого на той момент правителя.

## Правління Арагонської династії (Трастамари)
Завоювання Неаполя Альфонсом V Арагонським (в Неаполі він став Альфонсом I) відкрило нову сторінку в історії країни. На престолі опинилась інша чужоземна династія — Арагонська, й на найближчі півстоліття країна виявилась втягнутою в орбіту іспанського впливу. Мирний період (1442—1458) царювання Альфонса I лишився в неаполітанській історії золотим віком: економіка піднялась, торгівля, наука та мистецтво розвивались. Неаполь був у цей час центром середземноморської держави Альфонса, що крім Неаполітанського королівства включала до свого складу Арагон, Каталонію, Майорку, Сицилію та Сардинію.
По смерті Альфонса «золотий вік» враз закінчився. Неаполітанське королівство за заповітом Альфонса перейшло до його позашлюбного сина Фердинанда I (1458—1494), який окрім не найгірших якостей батька (покровительство мистецтву, розкішний образ життя, велелюбність) був жорстоким, підступним та злопам'ятним. Його супротивники повстали, закликавши востаннє на допомогу французького принца — Жана Анжуйського, сина Рене Доброго.
У 1460 році, розбитий при Сарно Фердинанд I перебував на грані загибелі. На щастя для нього, справу в руки взяла його енергійна дружина Ізабелла Кьярамонте, що схилила на свій бік частину анжуйських прибічників й досягла допомоги папи Пія II. 1462 року Фердинанду I вдалось розбити своїх супротивників під Троєю, а до 1464 року громадянська війна завершилась його перемогою.
Наступні 20 років були роками спокою, і Фердинанд успішно грав роль свого батька — ренесансного монарха. Але у 1485 році проти нього спалахнуло чергове повстання знаті, яке підтримав папа Інокентій VIII. Лише в серпні 1486 року супротивники примирились, причому Фердинанд I присягнувся забути образи. Але невдовзі король заманив колишніх заколотників у пастку і розправився з ними з особливою жорстокістю. За це Фердинанд I і його син (майбутній Альфонс II) були відлучені від Церкви, а посіяне ними загальне невдоволення привело династію до катастрофи.
Вже після смерті Фердинанда I (1494) французький король Карл VIII, який вважав себе спадкоємцем вимерлої Анжуйської лінії Валуа та був упевнений у загальній ненависті неаполітанців до Арагонської династії, заручившись підтримкою папи Олександра VI та дрібних італійських держав, оголосив про свої претензії на Неаполь.
В січні 1495 року французька армія перетнула неаполітанський кордон, король Альфонс II (1494—1495), впевнившись у неможливості протистояти загальній ненависті, зрікся трону, його син і наступник Фердинанд II (1495—1496) втік до Сицилії. Карл VIII домігся контролю над всією Південною Італією, коронувався в Неаполі але, зважаючи на політичні ускладнення, влітку 1496 року повернувся до Франції.
Від'їзд Карла VIII дав можливість для реваншу Фердинанда II. За підтримки свого родича Фернандо II Арагонського, що володів окрім іншого й Сицилією, Фердинанд II повернув собі королівство (1496), змусивши французькі гарнізони до капітуляції. Але вже його наступнику Федеріго (1496—1501) не вдалось протистояти зовнішнім і внутрішнім ворогам.
В листопаді 1500 року новий французький король Людовік XII, що раніше захопив Мілан, уклав з Фердинандом II Арагонським таємну Гранадську угоду про спільне завоювання і розподіл Неаполітанського королівства. Влітку 1501 року союзники одночасно вторглись до Південної Італії, король Федеріго здався у полон, неаполітанці здались практично без спротиву.
За умовами Гранадської угоди французи отримали Неаполь, Гаету і Абруццо, а Апулія, Базиліката і Калабрія перейшли до арагонців. Але вже 1503 року переможці пересварились, у війні, що почалась, французи зазнали поразки під Гарільяно (листопад-грудень 1503 року). За умовами нової мирної угоди Неаполітанське королівство цілком перейшло під владу Фердинанда II Арагонського. Для Південної Італії розпочався період двох століть іноземного володарювання.

## Неаполітанське королівство під владою іноземних держав
З 1503 по 1734 роки Неаполітанське королівство, що формально збереглось, втратило незалежність. Королями Неаполя послідовно були Фердинанд II Арагонський (в Неаполі Фердинанд III) та його спадкоємці іспанські Габсбурги (Карл V, Філіп II, Філіп III, Філіп IV, Карл II). У цей період Південна Італія й Середземномор'я дедалі більше перетворювались на другорядну для світової політики сцену. Завоювання величезних володінь в Америці, конфлікт з Францією, локалізований, переважно, в Північній Італії та Нідерландах, Нідерландська революція, Тридцятилітня війна та інші загальноєвропейські війни, поглинали увагу іспанських монархів, Південна Італія стала глухою провінцією «всесвітньої імперії».
Про нікчемну роль Південної Італії у «всесвітній імперії» Габсбургів можна зробити висновок хоча б з того, що з усіх іспанських Габсбургів один лише Карл V відвідав Неаполь і Сицилію у 1535 році, та й то лише з короткочасним візитом. Неаполем управляв від імені відсутнього монарха віце-король, задача якого зводилась до викачки грошей з країни для грандіозних планів свого повелителя. Економічний розвиток Неаполітанського королівства уповільнився. Єдиним великим повстанням неаполітанців проти іспанської деспотії стало повстання Мазаньєлло 1647 року і коротке існування Неаполітанської республіки.
Після смерті Карла II (1700) Неаполь, в числі інших володінь іспанських Габсбургів, опинився предметом загальноєвропейського конфлікту — війни за Іспанську спадщину. В 1707 році Неаполь було захоплено австрійцями. За умовами Утрехтського миру Неаполітанське королівство увійшло до складу володінь австрійського імператора Карла VI. За результатами Війни четверного альянсу до числа австрійських володінь увійшло і Сицилійське королівство.

## Відновлене Неаполітанське королівство під владою Бурбонів
Після 1716 року одним з найважливіших завдань іспанської дипломатії стало забезпечення синів Філіпа V від другої дружини Єлизавети Фарнезе незалежними володіннями в Італії.
У 1725 році Філіп V і Карл VI нарешті визнали один одного і статус-кво, що склався в результаті останніх війн на Апеннінах. Окремою статтею зумовлювалось, що інфант Карл (1716—1788), старший з дітей Філіпа V і Єлизавети Фарнезе, стане спадкоємцем герцогських династій в Пармі й Тоскані, що вимирали. 1731 року після смерті останнього Фарнезе Карл вступив у володіння Пармою.
У 1733 році в Європі почався новий конфлікт, цього разу за польську спадщину. Скориставшись цією кризою, Карл за підтримки батька зайняв Неаполь і Сицилію. За умовами Віденського прелімінарного миру (3 жовтня 1735 року) Австрія змирилась із втратою Південної Італії, Карл був визнаний Європою як король Неаполя та Сицилії. В обмін на це новий король (за неаполітанським ліком Карл VII) відмовився від Парми та спадкових прав на Тоскану на користь Габсбургів, а також разом з батьком визнавав Прагматичну санкцію. Цією самою угодою було визначено, що корони Неаполя та Іспанії ніколи не опиняться на голові одного й того самого монарха. В ході війни за Австрійську спадщину в 1744 році австрійська армія намагалась повернути Габсбургам Неаполь, але була розбита Карлом VII в битві під Веллетрі.
Царювання Карла VII (1734—1759) залишило значний слід в історії Неаполя. Вперше з 1501 року Південна Італія отримала свого монарха, й лише тільки це забезпечило Карлу VII довічну популярність. Карл VII під впливом свого міністра Бернардо Тануччі правив країною в дусі освіченого абсолютизму. Король послідовно скорочував привілеї духовенства, його чисельність, змусив духовних осіб, що займались господарською діяльністю, сплачувати податки, від яких вони були раніше звільнені. Аналогічним чином Карл VII ввів податки для земельної аристократії. Тим самим вдалось знизити податковий тягар для простого люду. Карл VII одночасно успішно боровся з таємними організаціями, типу масонів, та протистояв спробам духовенства відновити в країні інквізицію. Було проведено судову реформу, італійська мова вперше стала державною. Карл VII створив довгострокові сприятливі умови для розвитку економіки, особливо текстильної галузі й торгівлі, уклавши торгові угоди з більшістю європейських держав та середземноморських сусідів, в тому числі з Османською імперією. За Карла VII були проведені грандіозні громадські роботи з будівництва доріг, мостів, реконструкції Неаполітанської гавані.
Після смерті у 1759 році свого бездітного брата Фердинанда VI Карл в порядку спадкування вступив на іспанський престол під ім'ям Карла III (1759—1788). Оскільки за умовами Віденського миру 1735 року він не міг одночасно займати трони Іспанії та Неаполя, Карл перед відплиттям до Іспанії 6 жовтня 1759 року передав Південну Італію своєму третьому сину Фердинанду (1751—1825), який став королем Неаполя під ім'ям Фердинанда IV (1759—1799, 1799—1806, 1815—1816) та королем Сицилії під ім'ям Фердинанда III (1759—1816). Главою регентської ради було призначено Тануччі, що забезпечило спадковість зовнішньої та внутрішньої політики.
Фердинанд IV, що опинився на престолі в ранньому віці й не отримав гідної освіти, виявився абсолютно нездатним до управління країною. Його істинною пристрастю були полювання, риболовля та любовні пригоди. Марія-Кароліна Австрійська (1752—1814), що стала його дружиною в 1768 році, досить швидко здобула необмежену владу над безвольним чоловіком, домоглась відставки Тануччі (1777) й надалі фактично правила країною разом зі своїм фаворитом Джоном Актоном.
Новий уряд формально продовжував політику реформ, але насправді до 1780-х років реформи зайшли у глухий кут. В епоху революційних потрясінь об'єднані Неаполітанське і Сицилійське королівства увійшли як економічно відстала абсолютна монархія на чолі з незначним королем та непопулярною в народі королевою.

## Неаполь в часи революційних та наполеонівських війн. Утворення Королівства Обох Сицилій
Перші республіканські клуби виникли в Неаполі у 1793 році, в серпні того ж року декілька клубів об'єднались у «Патріотичне товариство». Активізації діяльності республіканців сприяло перебування в Неаполітанській бухті французького флоту. Після відплиття французьких кораблів і отримання звістки про висування до Середземного моря англійського флоту Фердинанд IV і Марія-Кароліна вирішили розірвати стосунки з республіканською Францією.
В грудні 1793 року керівники «Патріотичного товариства» були заарештовані чи змушені тікати за кордон. Потім репресії обрушились на ще один клуб «Республіка або смерть», більшість членів якого було заарештовано, а трьох — повішено 18 жовтня 1794 року. Успіхи французької армії в Італії у 1796 році, фактичний розпад Першої коаліції змусили Фердинанда IV припинити переслідування інакодумців. Після укладення Паризької угоди з Францією (11 жовтня 1796 року) неаполітанський уряд амністував усіх політичних в'язнів.
В листопаді 1798 року, коли проти Франції сформувалась Друга коаліція, до якої увійшли Росія, Австрія та Англія, Фердинанд IV порушив умови Паризького миру і вторгся на територію Римської республіки — клієнтської держави Франції.
Французи, що не очікували нападу, були змушені залишити Рим, але потім завдали неаполітанцям поразки під Чивіта-Кастеланою. Фердинанд IV, що перебував у Римі, дізнавшись про розгром своєї армії, втік у чужому одягу до Неаполя. Наказавши роздати зброю всім неаполітанцям і спалити неаполітанський флот, Фердинанд IV, Марія-Кароліна та їхні найближчі прибічники втекли в ніч з 21 на 22 грудня 1798 року з Неаполя до Сицилії на англійському кораблі адмірала Нельсона.
Після героїчної триденної оборони 21-23 січня 1799 року Неаполь був взятий французькою армією під командуванням генерала Шампіонне. 24 січня 1799 року в Неаполі було проголошено Партенопейську республіку, влада якої була розповсюджена французами на всю територію Неаполітанського королівства, за винятком Абруццо та Південної Калабрії. Ці області, а також Сицилія залишились під владою короля Фердинанда.
Новоутворена республіка не була міцною. У провінціях почались селянські повстання, які новий уряд придушував за допомогою сили. Серед самих республіканців не було єдності. Відкликання до Франції генерала Шампіонне, перемоги російсько-австрійських армій у Північній Італії, відхід французьких частин з Неаполя до Північної Італії, що відбувся незабаром, надали монархістам надію на перемогу.
8 лютого 1799 року в Калабрії із жменькою прибічників з'явився кардинал Фабриціо Руффо, що іменем короля оголосив про створення армії Святої Віри для звільнення Неаполя від французів та республіканців. За кілька місяців ця армія (санфедисти) перетворилась на грізну силу, яка за підтримки з моря англійського (Нельсон) та російського (Ушаков) флотів звільнила від республіканців всю територію Південної Італії.
22 червня 1799 року рештки французької армії та республіканців капітулювали перед Руффо. За умовами капітуляції їм було обіцяно вільний доступ на кораблі з правом залишити Неаполь, а всім прибічникам республіки оголошувалась амністія. Проте Фердинанд IV, Марія-Кароліна і Нельсон, що стояв за їхніми спинами, відмовились визнати угоду, підписану від їхнього імені кардиналом Руффо, після чого кардинал подав у відставку.
Реставрація Фердинанда в Неаполі була відзначена значними репресіями. За даними істориків, упродовж наступного року було страчено близько 9 тисяч чоловік, 30 тисяч — заарештовано, 7 тисяч — вигнано. Репресії було зупинено тільки після перемоги Бонапарта під Маренго, коли Франція, що знову повернула собі контроль над Північною Італією, ультимативно вимагала припинити страти в Неаполі.
У 1805 році Фердинанд IV долучився до Третьої коаліції. Після поразки російсько-австрійської армії під Аустерліцом й виходу Австрії з війни (грудень 1805 року) Фердинанд IV і Марія-Кароліна, не очікуючи на французьке вторгнення, знову втекли на Сицилію під захист англійського флоту.
В травні 1806 року Наполеон I своїм декретом скинув неаполітанських Бурбонів і передав корону Неаполя своєму брату Жозефу Бонапарту, якого 1808 року змінив на троні зять імператора Йоахім Мюрат.
Правління Мюрата в Неаполі було мирним, державний устрій королівства було приведено у відповідність з устроєм Першої імперії. Мюрату вдалось схилити на свою сторону більшу частину буржуазії та земельної аристократії. Але Мюрат був надто пов'язаний з Наполеоном, і невдачі імператора привели до падіння короля.
У 1813 році, після втечі французів з Росії, Мюрат вступив у таємні перемовини з Австрією, сподіваючись зберегти свою владу навіть у випадку поразки Наполеона. Невдовзі воєнне щастя знову схилилось на бік французів, і Мюрат, розірвавши перемовини з Австрією, знову долучився до сил Наполеона й брав участь на його боці у «Битві народів» під Лейпцигом (16 — 18 листопада 1813).
Після поразки Наполеона Мюрат повернувся до Неаполя, відкрито перейшов на бік коаліції, й упродовж січня-лютого 1814 року неаполітанці спільно з австрійцями звільнили від французів Північну й Центральну Італію. Мюрат сподівався зберегти свою корону, але Віденський конгрес, що ухвалив як головну тезу необхідність повернути всім монархам їхні володіння, схилявся до рішення про повернення в Неаполь Бурбонів. Тому після отримання звістки про повернення Наполеона у Францію (Сто днів) Мюрат 15 березня 1815 року оголосив війну Австрії й закликав всіх італійців до боротьби проти окупантів. Неаполітанські війська швидко просувались на північ, зайняли Рим та Болонью, але були розгромлені під Толентіно. Мюрат, кинувши армію, втік до Неаполю, а потім до Франції.
В травні 1815 року Фердинанд IV знову став королем Неаполя. Король, що встиг за роки сицилійського вигнання стати конституційним монархом (1812), зайнявши Неаполь, знову став правити як абсолютний монарх. Для того, щоб назавжди знищити пам'ять як про даровану їм конституцію в Сицилії, так і про роки конституційної монархії Мюрата в Неаполі, Фердинанд оголосив 8 грудня 1816 року про об'єднання двох королівств у єдину державу — Королівство Обох Сицилій

## Прапори

1282-1442 Прапор Неаполя за Анжуйскої династії
1442-1516 Змінений прапор після того, як Альфонсо V з династії Трастамара став королем.
Королівство прийняло прапор Іспанської імперії коли Габсбург Карл V Габсбург став королем Неаполю в 1516.
1714-1738 Змінений прапор після того, як Карл VI Габсбург став королем.
1738–1806; 1815–1816 Змінений прапор після того, як Карл III став королем Неаполю. Цей прапор було відновлено після Наполеонівських війн.
1806–1808 Прапор Неаполя після того, як Жозеф Бонапарт став королем.
1808–1811 Прапор Неаполя після того, як Йоахім Мюрат став королем.
1811–1815 Прапор Неаполя змінений Мюратом.

## Адміністративний поділ
- Базиліката (Basilicata)
- Баррійська земля (Terra di Bari)
- Верхня Калабрія (Calabria Citra)
- Верхнє Абруццо (Abruzzo Citra)

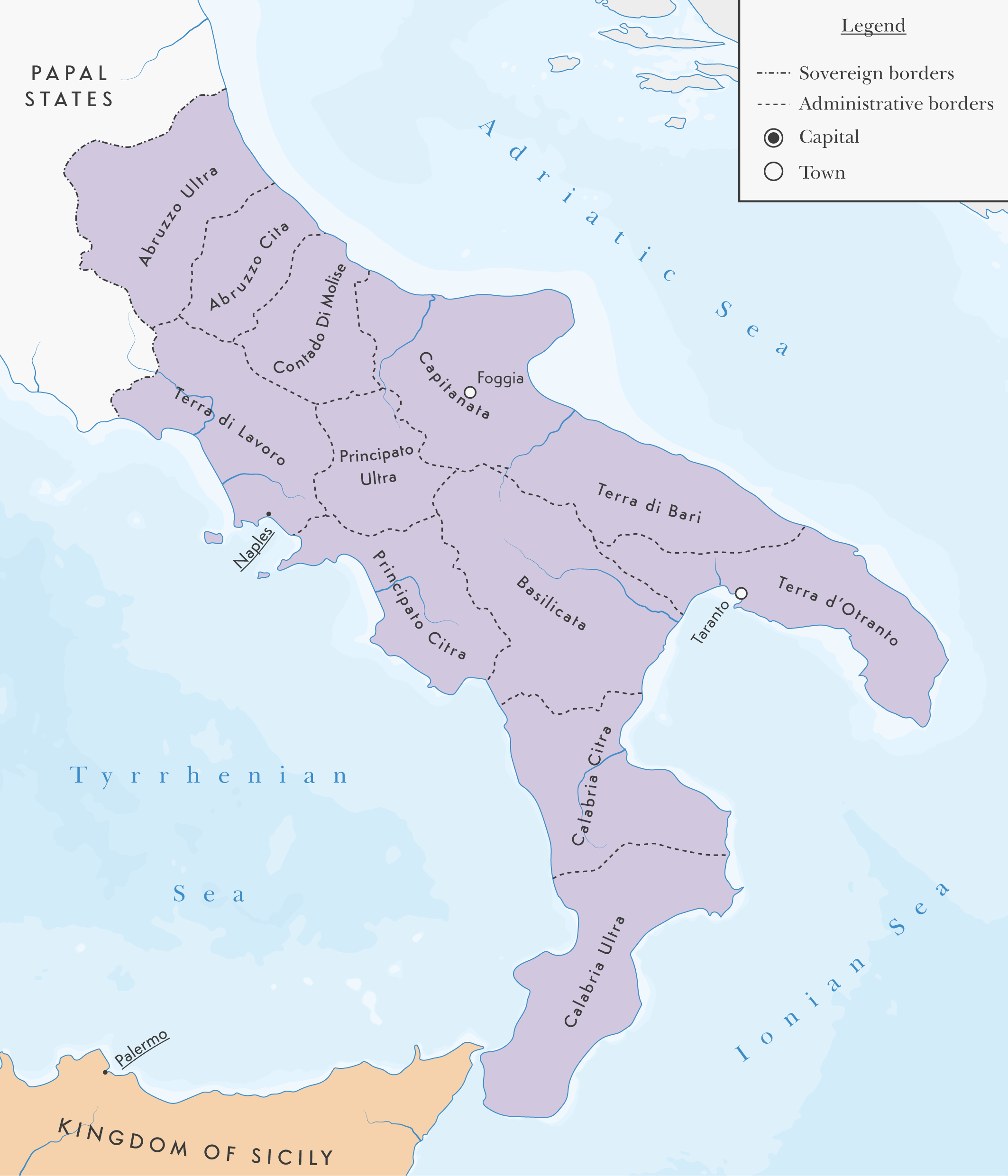
Адміністративний поділ

- Верхнє Князівство (Principato Ultra)
- Капітаната (Capitanata)
- Лаворська земля (Terra di Lavoro)
- Моліське графство (Molise)
- Неаполь
- Нижня Калабрія (Calabria Ultra)
- Нижнє Абруццо (Abruzzo Ultra)
- Нижнє Князівство (Principato Ultra)
- Отрантська земля (Terra d'Otranto)

Абруццо Верхнє
Абруццо Нижнє
Базиліката
Баррійська земля
Калабрія Верхня
Калабрія Нижня
Капітаната
Князівство Верхнє
Князівство Нижнє
Моліське графство
Неаполь
Лаворська земля
Отрантська земля